# Bataille de dames (pièce de théâtre)
Bataille de dames est une pièce de théâtre écrite par Eugène Scribe et Ernest Legouvé, créée en 1851.

## Captation
La pièce a été enregistrée le samedi 28 avril 1979 au théâtre Marigny et diffusée le 11 janvier 1980 sur la première chaîne de l'ORTF dans le cadre de l'émission Au théâtre ce soir.

## Argument
La comtesse d'Autreval cache dans son château Henri de Flavigneul, qui a  été condamné comme conspirateur bonapartiste. Henri est en grand danger car le baron de Montrichard, le nouveau préfet, le recherche activement... 

## Au théâtre ce soir, 1979

### Fiche technique
- Auteurs : Eugène Scribe et Ernest Legouvé
- Mise en scène : Robert Manuel
- Décor : Roger Harth
- Costumes : Donald Cardwell
- Illustration sonore : Fred Kiriloff

### Distribution
- Myriam Colombi : la comtesse d'Autreval
- Georges Montillier : baron de Montrichard
- Jacqueline Jolivet : Léonie
- Daniel Auteuil : Gustave de Grignon
- Jean-Pierre Gernez : Henri de Flavigneul
- Alain Faivre : le brigadier